# Bătarci
Bătarci – wieś w Rumunii, w okręgu Satu Mare, w gminie Bătarci. W 2011 roku liczyła 2199 mieszkańców. 